# Tetraloniella pennata
Tetraloniella pennata är en biart som beskrevs av Laberge 2001. Tetraloniella pennata ingår i släktet Tetraloniella och familjen långtungebin. Inga underarter finns listade i Catalogue of Life.